# 拉不及孔藏布
拉不及孔藏布，是恒河支流戈西河的支流達馬戈西河（上游於中國境內稱絨轄曲）的支流，發源於西藏自治區日喀則市聶拉木縣拉布吉康峰西南麓冰川，向南流經迫瑪勒後不久，轉向西南流。納右側來自多卡普拉山口的支流後不久，流入尼泊爾境內。拉不及孔藏布匯集右側另一源自中國的支流平布藏布後，轉向南流。經唐切木後，轉向東南流。經魯木囊後，最終注入達馬戈西河。
達馬柯西河與另一支流桑戈西河（Sunkoshi River）匯集後，改稱杜德戈西河（Dudhkosi River）。杜德戈西河與阿龍河、塔莫河滙合後，始稱戈西河。